# 23008 Ребеккаджонс
23008 Ребеккаджонс (23008 Rebeccajohns) — астероїд головного поясу, відкритий 14 листопада 1999 року.
Тіссеранів параметр щодо Юпітера — 3,255.